# Odette Condemine
Odette Condemine, née le 10 juillet 1921 à Villeurbanne et morte le 13 septembre 2011 à Lyon, est une essayiste et enseignante française établie au Canada, spécialiste de l’œuvre du poète canadien Octave Crémazie.

## Biographie
Odette Marie Claude Condemine naît en 1921 à Villeurbanne, fille de César Condemine, teinturier, et Marguerite Marie Durand, son épouse, mariés l'année précédente à Juliénas. Elle est l'aînée de cinq enfants. La famille est établie à Villeurbanne, au 96, cours Émile-Zola, où vivait César Condemine au moment de son mariage. 
Odette Condemine commence ses études supérieures à la faculté des Lettres de Lyon, où elle obtient un baccalauréat lettres-philosophie, avant d'émigrer au Canada, à Ottawa, pour y poursuivre ses études au sein du collège Saint Patrick de l’université Carleton. Devenue bachelière ès arts, elle y enseigne la littérature française à partir de 1959.
Odette Condemine obtient une maîtrise sur le théâtre de Jean Charbonneau à l'université d'Ottawa en 1963 et un doctorat en 1969, consacré à la poésie d’Octave Crémazie,. En 1972 et 1976, elle publie une édition critique des œuvres de Crémazie.
Retraitée de l'université Carleton en 1992 , Odette Condemine meurt à Lyon en 2011. Elle est inhumée dans le caveau familial au cimetière de Juliénas.

## Postérité
En 1955, Odette Condemine crée à l'université Carleton une bourse d'études, décernée à un étudiant ou une étudiante en littérature canadienne-française. Cette bourse, décernée annuellement, porte le nom d'Odette Condemine Graduate Scholarship in French Canadian.

## Publications

### Autrice
- Jean Charbonneau dramaturge : Thèse présentée à la faculté des Arts de l'université d'Ottawa, en vue de l'obtention de la maîtrise ès arts, Ottawa, Université d'Ottawa, 1963, 166 p. [lire en ligne]
- Octave Crémazie, 1827-1879 ; Paul Wyczynski, Émile Nelligan, 1879-1941, Ottawa, Bibliothèque nationale du Canada, 1979[9]
- Octave Crémazie, Montréal, Fides, 1980, 273 p. (ISBN 2762109701)
- Octave Crémazie, témoin de son siècle, Montréal, Fides, 1988, 309 p. (ISBN 9782762114003) (réédité chez BQ en 2006 sous le titre Octave Crémazie. Poèmes et proses. Textes choisis et présentés par Odette Condemine)

### Éditrice
- Octave Crémazie, Œuvres I. Poésies : texte, établi, annoté et présenté par Odette Condemine, Ottawa, University of Ottawa Press, 1972, 613 p.
- Octave Crémazie, Œuvres II. Prose : texte, établi, annoté et présenté par Odette Condemine, Ottawa, University of Ottawa Press, 1976, 438 p.
- Octave Crémazie, Poèmes et Proses : textes choisis et présentés par Odette Condemine, Montréal, Bibliothèque québécoise, 2006, 216 p. (ISBN 9782894062661)